# Аббакумово (Ярославская область)
Аббакумово — бывший посёлок городского типа в Ярославской области, в 1940 году затопленный водами Рыбинского водохранилища.

## Географическое положение
Располагался на правом берегу реки Шексна, в 2,5 км выше устья. Современная локация в 0,5 км к северо-западу от гидроузла на Шексне.

## История
До 1917 года Аббакумово был деревней Георгиевской волости Рыбинского уезда Ярославской губернии. В 1919 году Георгиевская волость была переименована в Ленино-Володарскую. В 1921—1923 годах Ленино-Володарская волость как и весь Рыбинский уезд входила в состав Рыбинской губернии. В 1923 году Аббакумово вошло в состав Рыбинской волости.
23 мая 1927 года деревня была преобразована в рабочий посёлок при канатной фабрике Аббакумово. С 1929 года Аббакумово входило в Рыбинский район Ивановской промышленной области. С 1 июня 1932 года Аббакумово находилось в административном подчинении Рыбинскому горсовету, но в 1935 году вновь было передано в Рыбинский район, который в 1936 году был отнесён к новой Ярославской области.
В связи со строительством Рыбинской ГЭС посёлок оказался в зоне затопления и был упразднён. Его жители были переселены в город Рыбинск.